# Guillou-Quisquater
Pour les articles homonymes, voir Guillou.
Le protocole de Guillou-Quisquater ou GQ est une preuve à divulgation nulle de connaissance proposée par Louis Guillou et Jean-Jacques Quisquater pour prouver la connaissance d'un message clair RSA pour un chiffré public. Cette preuve peut-être dérivée en protocole d'authentification par l'heuristique de Fiat-Shamir.

## Fonctionnement
Alice veut s'authentifier auprès de Bob. Elle est en possession d'un certificat public {\displaystyle J_{\textrm {A}}~} ainsi que d'un certificat privé {\displaystyle S_{\textrm {A}}=J_{\textrm {A}}^{-s}~mod~n}. Le but est de prouver la possession du certificat privé.
La signature se fait grâce aux paramètres suivants : 
- {\displaystyle n=pq~}, de la même manière que dans RSA
- un nombre {\displaystyle v~} qui sert de clé publique tel que {\displaystyle {\textrm {gcd}}(v,\varphi (n))=1~}
- un nombre {\displaystyle s~} qui sert de clé privée tel que {\displaystyle sv=1~mod~\varphi (n)~}

### Étapes
Le schéma d'identification est construit comme un protocole Σ en trois parties :
1. L'engagement :
  1. Alice choisit un nombre aléatoire  {\displaystyle r~}
  2. Alice calcule {\displaystyle x=r^{v}~mod~n}
  3. Alice envoie {\displaystyle x~} et {\displaystyle J_{\textrm {A}}~} à Bob
2. Le défi :
  1. Bob choisit un nombre aléatoire {\displaystyle e~} tel que {\displaystyle 1\leq e\leq v}
  2. Bob envoie {\displaystyle e~} à Alice
3. La réponse :
  1. Alice calcule {\displaystyle y=rS_{\textrm {A}}^{e}~mod~n} et l'envoie à Bob
  2. Bob calcule {\displaystyle J_{\textrm {A}}^{e}y^{v}} et vérifie que le résultat est égal à {\displaystyle x~} et différent de 0.